# Aeroportul Municipal Imperial
Aeroportul Municipal Imperial (IATA: IML, ICAO: KIML, FAA LID: IML) este un aeroport din Nebraska, Statele Unite ale Americii.
Situat la o altitudine de 998,5248 m, aeroportul dispune de 2 piste.

## Infrastructură

### Piste
Aeroportul dispune de 2 piste. Pista 03/21 are suprafața de Iarbă și dimensiunile 2.756 picioare × 280 picioare. Pista 13/31 are suprafața de beton și dimensiunile 5.022 picioare × 100 picioare. 